# Фрейд, Люсьен
Люсьен Майкл Фрейд (англ. Lucian Michael Freud; 8 декабря 1922[…], Берлин — 20 июля 2011[…], Лондон) — британский художник, специализировавшийся на портретной живописи и обнажённой натуре; мастер психологического портрета. Был одним из самых высокооплачиваемых современных художников. Так, в 2008 году картина «Социальная смотрительница спит» была приобретена Романом Абрамовичем на аукционе Кристис за 33,6 миллиона долларов.

## Биография
Родился в Берлине в состоятельной семье австрийско-еврейского происхождения. Его отец — успешный архитектор Эрнст Людвиг Фрейд (1892—1970) — был младшим сыном основателя психоанализа Зигмунда Фрейда; мать — Люси Фрейд (в девичестве Браш, 1896—1989) — происходила из семьи крупных лесо- и зерноторговцев.
Заниматься рисованием начал в 4 года. В Великобританию семья Фрейдов переехала в 1933 году в связи с приходом к власти нацистов. В этом же году Люсьен получил британское гражданство. В 1939 году в Лондон перебрались Зигмунд Фрейд с младшей дочерью — основоположницей детского психоанализа Анной Фрейд. В 17 лет Люсьен продал свой первый рисунок — это был автопортрет — журналу.
В 1940-х увлекался творчеством Джона Минтона. Служил в качестве торгового моряка в Атлантическом конвое в 1941 году, побывал на острове Паксос. Уволился с флота в 1942 году. Учился в лондонской центральной школе искусства и дизайна; в графстве Эссекс в школе живописи и рисунка Восточной Англии у Седрика Морриса, лондонском колледже Голдсмитс (1942—1943).
Первая персональная выставка художника состоялась в лондонской галерее Лефевр в 1944 году. Летом 1946 года приехал в Париж на несколько месяцев навестить Джона Кракстона, а затем побывал в Италии. В начале 50-х годов он часто бывал в Дублине, где делил студию с Патриком Свифтом.
Фрейд был одним из художников фигуративной живописи, сделавших центром своего творчества человека, позднее названных Роном Б. Китаем группой «Лондонская школа», куда, кроме Китая и Фрейда, вошли Фрэнсис Бэкон, Франк Ауэрбах, Майкл Эндрюс, Леон Коссоф, Роберт Колкахун, Роберт МакБрайд и Реджинальд Грей. С 1949 по 1954 год Фрейд работал приглашённым преподавателем в школе изобразительного искусства Слейда в Университетском колледже Лондона.
Большую часть жизни провёл в западной части Лондона, он несколько раз менял место жительства, но всегда в пределах района W11. Умер там же 20 июля 2011 года. По сообщению арт-дилера Фрейда, художник скончался от болезни в своём доме. Обстоятельства смерти не разглашались. Похоронен Фрейд на Хайгетском кладбище. До последних дней художник готовил выставку «Портреты Люсьена Фрейда» в Лондонской Национальной галерее, которая открылась уже после его смерти и работала до мая 2012 года.

## Творчество

### Ранний период
Работы Люсьена Фрейда относят к натурализму. Его ранние картины, в основном небольшого формата, часто ассоциируются с немецким экспрессионизмом (влияние, которого он, впрочем, отрицал) и сюрреализмом («Мастерская художника», 1945), на них изображены человеческие фигуры (их глаза неестественно увеличены), растения и животные в неожиданных сочетаниях. Некоторые работы предвосхищают картины, исполненные в зрелом периоде, например, портрет Седрика Морриса (1940, Национальный музей Уэльса). После окончания войны Фрейд писал в приглушённой гамме, линия на его полотнах играла такую же важную роль как и цвет, фактура живописи гладкая — полотна напоминали произведения ранних нидерландцев. Художник также восхищался французами XVIII века — он неоднократно копировал полотна Шардена. Однако при кажущейся мягкости исполнения картины Фрейда несли в себе некоторую нервозность.
В 1951 году состоялась его выставка в ливерпульской Interior at Paddington в Walker Art Gallery, позднее он выигрывает приз на Festival of Britain, где зарабатывает репутацию одного из лучших современных мастеров в области фигуративной живописи, в то время, когда большинство художников обратилось к абстракции, инсталляции и перформансу.

### Зрелое творчество
С 1950 года Фрейд работал в основном в жанре портрета и обнажённой натуры (однако полноценное полотно в этом жанре он написал лишь в 1966 году). В начале 1960-х годов серьёзно занялся офортом.
Изменив технику живописи, он писал пастозно, накладывая краску густыми слоями кистями из свиной щетины, свободными длинными, широкими мазками. Одной из работ, характерной для переходного периода, где соединились черты раннего стиля и стиля 1950-х годов, является «Девушка с белой собакой» (Girl with a white dog (1951—1952)) — портрет первой жены Китти. Фрейд, рисуя обнажённое тело, чистил кисть после нанесения каждого мазка, чтобы цвета, набранные на неё с палитры не смешивались. Окружение портретируемого он писал достаточно сдержанно, в приглушённых тонах, напротив, для человеческого тела использовал всё цветовое многообразие. Кисть художника скорее не лепит объём, а словно освежёвывает тело человека. Собственно работы Фрейда, где изображена обнажённая натура нельзя отнести к классической версии ню, скорее это картины с голыми людьми.
Фрейд принял обыкновение писать стоя, чтобы видеть модель немного сверху, в последние годы жизни он использовал для этой цели высокий стул. Писал он обычно людей из своего окружения — друзей, знакомых, родственников. По словам художника, на его картинах они предстают «не такими, как они есть, а какими они могли бы быть».
Около 1960 года Фрейд нашёл свой собственный индивидуальный стиль, которому с незначительными изменениями будет следовать до конца жизни. Он писал портреты в поясном срезе почти в натуральную величину, однако искажая пропорции (обычно изображая головы в меньшем масштабе).
На его портретах модель часто изображена сидя, иногда обнажённой, лежащей на полу или на кровати, временами рядом с каким-либо животным, как в «Девушке с белой собакой» (1951—1952) или «Голом человеке с крысой» (1977—1978). По мнению Эдварда Чейни, положение лёжа, в котором так любил изображать свои модели Люсьен Фрейд, предполагает сознательное или бессознательное влияние либо кушетки для психоанализа его деда Зигмунта либо древнеегипетского обычая мумифицирования умерших. Поддерживает эту гипотезу постоянное появление этой позы в портретах близких людей и, особенно, в серии изображений матери Люсьена после её попытки самоубийства и после её смерти. В общей сложности на серию портретов матери, написанных в 1970-х годах художник потратил около 4000 часов. По мнению искусствоведа Лоуренса Гоуинга, с последней попытки подобной прямой визуализации отношений художника с матерью: «Прошло более 300 лет … И это был Рембрандт».
Фрейд не всегда явно обозначал личность портретируемого. Так, герцоги Девонширские, владевшие портретом дочери художника, лишь через несколько лет узнали, кто был изображён на этом полотне. В 1980-е годы фоном для его портретов часто служил вид на лондонские крыши, открывавшийся из его ателье. Ещё один распространённый вариант — портрет на фоне груды тряпок для обтирки кистей, сваленных в кучу на полу ателье художника.
Художник не делал эскизов, а начинал работу с подготовительного рисунка углём на холсте. Затем он наносил краску на небольшую область холста и постепенно заполнял его, двигаясь от этой точки. Если модель позировала ему в первый раз, он начинал писать с головы, чтобы «узнать» человека, потом переходил к остальной фигуре и в финале работы, когда его понимание модели углублялось, снова возвращался к голове. Изображение на готовом полотне, результат месяцев интенсивного наблюдения художника за объектом, создавалось многочисленными, перекрывающими друг друга слоями краски. Часть холста намеренно оставлялась незаписанной, пока картина не была закончена. При этом Фрейд предпочитал, чтобы модель присутствовала даже тогда, когда он писал фон и атрибуты. В мастерской художника были помещения для работы при дневном свете и ночью. В последние годы он имел обыкновение исполнять несколько офортов с фигуры портретируемого в различных позах. Для художника было особенно важно установление контакта между ним и моделью, если этой связи не возникало, он, по собственному признанию, не мог работать. Как говорил сам Фрейд: «Моя работа автобиографична … Я работаю с людьми, которые мне небезразличны и о которых я думаю». Он ценил пунктуальность, были случаи, когда он бросал работу над портретом, когда позировавший опаздывал на сеансы.

### Последние годы
Фрейд всегда писал с натуры, причём, как правило, модель позировала почти всё время, которое он работал над полотном. Так, одна из «Обнаженных» (портрет арт-менеджера Рии Кирби), завершенная в 2007 году, потребовала шестнадцати месяцев работы, в течение которых модель позировала почти каждый день, за исключением четырёх вечеров. Обычно сеанс длился в среднем по пять часов, на всю картину ушло примерно 2400 часов.
Его работа «После Сезанна» (1999—2000), где художник использовал холст необычной формы — его верхний левый угол был отделён от основного полотна и присоединён к его низу, была куплена Национальной галереей Австралии за 7,4 миллионов долларов.
С мая 2000 по декабрь 2001 года Фрейд писал королеву Елизавету II (для неё единственной было сделано исключение — в отличие от других, она не позировала художнику). Эта работа весьма далека от канонов парадного портрета для представительских целей. Она была раскритикована ведущими британскими новостными изданиями, в частности обозреватель The Sun назвал её «пародией»: королевский фотограф Артур Эдвардс счёл, что подобному произведению место «в ванной комнате». Автор из The Daily Telegraph отозвался о работе Фрейда как «крайне нелестной». В то же время директор Национальной галереи Чарльз Сомерс Смит нашёл портрет «заставляющим задуматься и психологически проницательным».
Фрейд портретировал и своих коллег-художников, в том числе Франка Ауэрбаха и Фрэнсиса Бэкона, неоднократно писал артиста-исполнителя трансвестита Ли Бауэри, а также Генриетту Мораес, музу многих художников Сохо.
В середине 1990-х годов у Фрейда появилось несколько натурщиков больших размеров. Так в серии картин художник изобразил Сью Тилли, или «Большую Сью», руководившую центром занятости. В названии некоторых произведений фигурирует её профессия, как, например, «Социальный смотритель спит». Картина в мае 2008 года была продана на аукционе Кристис в Нью-Йорке за 33,6 миллиона долларов, таким образом был установлен мировой рекорд акуционной цены картины ныне живущего художника. 
В последние годы Фрейду более всего позировал его помощник в студии и друг фотограф Дэвид Доусон. Художник изобразил его и в своей последней, незаконченной работе. 

## Признание. Оценки творчества
В 1989 году Люсьен Фрейд был включён в шорт-лист на премию Тёрнера. 
Произведения Люсьена Фрейда выставлены в знаменитом семейном музее Wallace Collection (Лондон) — до него в этих залах ни один из современных художников ещё не выставлялся. Это факт вместе с предыдущими деталями выставочной биографии внука Зигмунда Фрейда прочно вписывает его в число «современных классиков».
Подобного прижизненного почёта удостаиваются далеко не многие художники. В 2002 году Лувр вместе с Объединением национальных музеев представил на одной из главных выставочных площадок Парижа, в Гран-Пале, «выставку Констебла — выбора Люсьена Фрейда». Что означало: один великий английский художник имеет честь быть представленным французской публике другим великим английским живописцем. В том же 2002 году состоялась ретроспектива Люсьена Фрейда в Лондонской Tate Britain, получившая большой резонанс.
Люсьена Фрейда слава преследует не только в музейных залах: в мае 2008 года картина Фрейда «Социальный смотритель спит» была продана по рекордной цене в 33.6 миллиона долларов, а на февральском аукционе Christie’s в 2009 году его работа числилась первой в списке наиболее значимых работ — а уже потом работы Жана-Мишеля Баскьи, Дэмиена Хёрста и Энди Уорхола.
В последние дни своей жизни художник работал над картиной «Портрет собаки», которая осталась незаконченной.

## Семья
В 1948 году женился на Китти Гарман, дочери скульптора сэра Джейкоба Эпштейна (1880—1959) и одной из трёх сестёр Гарман — Кэтлин (леди Эпстайн, 1901—1979); Китти стала впоследствии объектом нескольких наиболее известных портретов художника. В этом браке родились дочери Фрейда — Энни и Аннабел.
Четырьмя годами позже художник встретил и в декабре 1953 года женился на литераторе леди Кэролин Блэквуд (1931—1996), дочери известного консервативного политика Базиля Гамильтона-Темпл-Блэквуда (1909—1945) — внука 1-го графа Дафферина. Брак распался во время их поездки в Мексику в 1958 году. Благодаря своим бракам Фрейд завязал знакомства в высшем обществе.
В разное время в результате внебрачных связей у Люсьена Фрейда родились ещё несколько детей: будущие художники Джейн МакАдам Фрейд (род. 1958) и Пол Фрейд (род. 1959), а также Дэвид и Люси МакАдам Фрейд от связи с Кэтрин МакАдам; модельер Белла Фрейд (род. 1961, жена журналиста Джеймса Фокса) и романистка Эстер Лия Фрейд (род. 1963, жена актёра Дэвида Моррисси) от связи с Бернадин Коверли; пятеро родившихся между 1957 и 1968 годами детей от связи с художницей Сюзи Бойт, в том числе старший Александр Бойт (род. 1957), романистки Роуз Бойт (род. 1959) и Сюзи Бойт (род. 1969), Изабел Бойт — чей портрет с мужем (1992) ушёл за 11,4 млн долларов на аукционе Кристис в 2007 году. Всего считалось, что Фрейд признал около сорока детей от внебрачных связей.
Брат Люсьена Фрейда — британский радиоведущий и политик-либерал Клемент Рафаэл Фрейд (1924—2009). Отношения между ним и Люсьеном были напряжёнными, а большую часть жизни братья не общались между собой.
Племянники художника — основатель рекламного агентства Freud Communications Мэтью Фрейд (его жена — дочь медиамагната Руперта Мёрдока Элизабет Мёрдок) и телеведущая Эмма Фрейд (жена сценариста и режиссёра Ричарда Кёртиса).

## Награды и премии
- 1983 — Орден Кавалеров Почёта
- 1993 — Орден Заслуг
- 1997 — премия Рубенса

## Комментарии
1. ↑  Например, автопортрет «Человек с чертополохом» (1946, Тейт) и серия портретов его жены Китти, в том числе «Девушка с котенком» (1947, Тейт)[16].
2. ↑  Так же охотно, как людей, художник писал животных, особенно собак (его любимый уиппет Эли изображён на нескольких полотнах) и лошадей[17].
3. ↑  Впрочем, сам Люсьен утверждал, что не прочёл из трудов своего знаменитого деда ни слова[12].
4. ↑  Люси Фрейд совершила попытку самоубийства после смерти мужа в 1970 году. Фрейд, по его собственным словам, хотел отвлечь её от тяжёлых мыслей и провести с ней как можно больше времени. После завтрака в ближайшей кондитерской начинались сеансы, для девяти своих портретов Люси позировала в общей сложности 1000 раз[17].